# Jamesbrittenia breviflora
Jamesbrittenia breviflora là một loài thực vật có hoa trong họ Huyền sâm. Loài này được (Schltr.) Hilliard mô tả khoa học đầu tiên năm 1992.